# Рафаель Арменґоль
Рафаель Арменґоль (ісп. Rafael Armengol; 1940, Бенімодо) — іспанський художник. Навчався в Школі мистецтв Валенсії. Мешкає та працює в Бенімодо.
В 1962 році вчетверте показував свої картини у Виставковій Залі Валенсії разом з Маноло Бойксом та Артуром Ерасом. В 1963 році демонстрував свої полотна в університетському клубі Валенсії. В 1966 році влаштував виставку «Cant èpic» у Залі Майстрів Валенсії в рамках «284 днів мистецтва». В 1994 — виставки «з неба на землю» та «V.M.V.» в Альсірі. В 2004 році отримав премію Сучасного мистецтва Альфонса Ройґа. З листопада 2004 по лютий 2005 року проходить виставка «Рафаель Арменґоль: картини 1960–2000» в Центрі культури Банкайкса у Валенсії. В 2011 році обраний академіком Королівської Академії мистецтв Сан Карлоса у Валенсії за його консолідований творчий шлях, видатні дослідження та досвід в царині живописницьких мов.